# Franz Sebastian von Thürheim
Graf Franz Sebastian von Thürheim (* 2. Februar 1665 in Linz an der Donau; † 10. April 1726 in Wien) war kaiserlicher Feldmarschall und Inhaber des Infanterieregiment No. 28.

## Herkunft
Seine Eltern waren Graf Franz Leopold von Thürheim (* 23. April 1624; † 12. Dezember 1700) und dessen erste Ehefrau Gräfin Francisca Susanna von Brandis (* um 1628; † 31. Dezember 1676).

## Leben
Er war bereits mit 26 Jahren Oberstlieutenant und Generaladjutant des kaiserlichen Generallieutenant Markgraf Ludwig von Baden. Er kämpfte mit diesem im 5. Türkenkrieg in der Schlacht bei Slankamen. Als Auszeichnung für seine dort gezeigte Tapferkeit wurde er mit den eroberten Fahnen, Rossschweifen sowie anderen Beutestücken an den Hof nach Wien geschickt. Anschließend kam er in das Infanterie-Regiment No. 11 und nahm weiter an dem Feldzug teil.
1693 erhielt er die Genehmigung, ein eigenes Regiment zu Fuß zu bilden, dazu erhielt er sechs Kompanien aus dem Infanterie-Regiment No. 11; ferner warb er sechs weitere Kompanien. Thürheim wurde am 6. Juni 1693 zum Inhaber, Oberst und Kommandeur des Regiments No. 28 ernannt. Noch im gleichen Jahr wurde er zum Generalmajor befördert; außerdem erhielt er den Auftrag, den kaiserlichen Gesandten zu den Friedensverhandlungen nach Karlowitz zu begleiten. Dazu kommandierte er ein Bataillon seines eigenen Regiments zusammen mit dem Bataillon Anhalt (1748 als Hagenbach aufgelöst) und den Corbelli-Kürassieren (1775 als Podstatzky aufgelöst). Am 22. und 23. Oktober erreichte er Karlowitz, wo am 26. Januar 1699 der Friedensvertrag unterzeichnet wurde.
Die Truppen kamen 1700 ins Winterquartier nach Szathmár und im Jahr 1701 nach Siebenbürgen. Thürheim wurde anschließend nach Bayern abkommandiert. Dort kommandierte er im Spanischen Erbfolgekrieg eine Brigade. Mit dieser nahm er 1702 an der Belagerung von Landau teil. Im Jahre 1704 wurde er zum Feldmarschall-Lieutenant befördert und erhielt das Kommando über die zwischen Haag und Riedau aufgestellten Operationstruppen. Er hatte dabei mit dem Widerstand der örtlichen Bevölkerung zu kämpfen. So kam er am 24. Juli 1704 zu Kämpfen zwischen Bauern und bayrischen Dragonern und den Österreichern, dabei wurden die Orte St. Lamprecht und Taufkirchen teilweise angezündet. Am 25. Juli erging die Aufforderung, sich binnen zwei Tagen den Kaiserlichen zu unterwerfen. Zunächst machte dieses das Landgericht Schärding, später die übrigen Landgerichte. Nach der Niederlage der bayerisch-französischen Truppen in der Schlacht bei Hochstädt kam es im November 1704 zum Vertrag von Ilbesheim. Daraufhin besetzten die österreichischen Truppen Braunau (26. Dezember) und Schärding (3. Januar 1705). Thürheim nutzte die Gelegenheit, um von den umliegenden Klöstern Kontributionen einzuziehen.
Im Jahr 1708 wurde er zum Feldzeugmeister und kurz darauf zum Hofkriegsrat ernannt, 1713 Generalkriegscommissar und wirklicher geheimer Rat. Da er als Kriegscommissar nicht auch Regimentsinhaber sein durfte, erhielt Feldmarschall-Lieutenant Friedrich Ernst von Lanckhen (gefallen 1716 bei Peterwardein) das Regiment. 1713 wurde Thürheim nun ersten kaiserlichen Landtagskommissar in Ungarn. Er vertrat dort den Kaiser bei den ungarischen Landtagen, die sich noch vom Rákóczy-Aufstand erholten. Für seine erfolgreich Arbeit erhielt er von Kaiser Karl VI. (HRR) 1717 die Ernennung zum Feldmarschall. Außerdem erhielt er am 6. September 1722 für sich und seine Nachkommen das Indigenat des Königreichs Ungarn (cum partibus adnexis). Er starb 1726 in Wien.

## Familie
Thürheim heiratete am 16. Oktober 1698 Gräfin Maria Maximiliana Rebecca von Salburg, Tochter des Hofkammerpräsidenten Gotthard Heinrich von Salburg († 30. Juli 1707). Das Paar hatte mehrere Kinder:
- Franz Ludwig (1710–1782), kaiserlicher Feldmarschall
- Maria Rosa Regina (* 7. November 1705; † 26. März 1777) ⚭ 1726 Graf Franz Wenzel von Wallis († 17. Januar 1774), Feldmarschall und Ritter des Goldenen Vlieses
- Maria Antonia (* 13. Dezember 1706; † 1785)[3] ⚭ Nicolaus Revertera (* 26. Oktober 1676; † 14. Februar 1752), 4. Duca di Salandra, Grande von Spanien erster Klasse, wirklicher geheimer Rat